# Acupalpus maculatus
Acupalpus maculatus es una especie de escarabajo del género Acupalpus, familia Carabidae. Fue descrita científicamente por Schaum en 1860.
Esta especie habita en Francia, Alemania, Suiza, Austria, Chequia, Eslovaquia, Hungría, Polonia, Ucrania, Portugal, España, Italia, Malta, Eslovenia, Croacia, Bosnia y Herzegovina, Yugoslavia, Macedonia del norte, Albania, Grecia, Bulgaria, Moldavia, Marruecos, Argelia, Túnez, Libia, Israel, Palestina, Jordán, Líbano, Siria, Chipre, Irán, islas Canarias, Georgia, Armenia, Azerbaiyán, Kazajistán, Uzbekistán, Turkmenistán, Tayikistán, Afganistán, Pakistán, India y Rusia.